# Jean-Jacques Lamboley

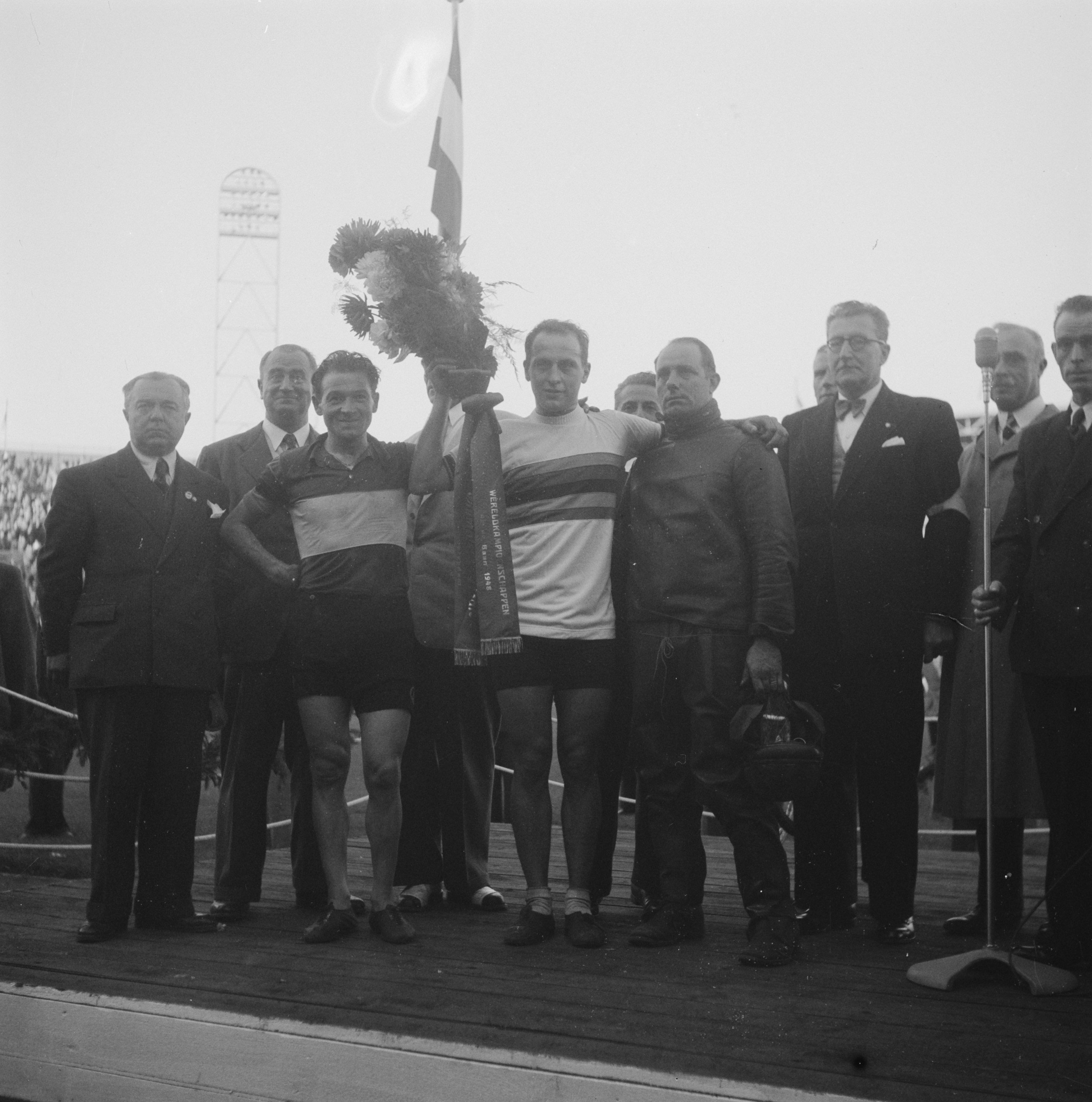
Ramboley Wereldkampioen, 29 augustus 1948

Jean-Jacques Lamboley (Héricourt, 10 september 1920 - 20 juli 1999, 20 juli 1999) is een voormalig Frans baan-, wegwielrenner en veldrijder.
Lamboley was prof van 1946 tot en met 1951 profwielrenner. Hij behaalde zijn grootste successen in het stayeren, in die discipline werd hij in 1947 en 1948 Frans kampioen. In 1948 won hij, in het Olympisch Stadion van Amsterdam het Wereldkampioenschap stayeren.  

## Palmares

### Baan
1947
 Frans kampioenschap stayeren
 Wereldkampioenschap stayeren
1948
 Frans kampioenschap stayeren
 Wereldkampioenschap stayeren
1949
 Frans kampioenschap stayeren